# Список игр о Робокопе
RoboCop — серия видеоигр, основанная на фильмах Робокоп, которые были выпущены на различных платформах несколькими компаниями в период с 1988 по 2014 год.

## РобоКоп
РобоКоп — Shoot ’em up и Beat ’em up гибрид аркадной игры, разработанный и изданный Data East. В игре игрок управляет Робокопом, который проходит различные этапы из фильма 1987 года. Бонусный этап представляет собой стрельбу по мишеням с видом от первого лица. В антракте — оцифрованные голоса актёров. Лицензия «Робокоп» была предоставлена Data East британской Ocean Software, которая, в свою очередь, получила права прямо у Orion Pictures на стадии сценария.

## РобоКоп 2
РобоКоп 2 — платформа с боковой прокруткой, разработанный для Amiga, Amstrad GX4000, Atari ST, Commodore 64, Game Boy, Nintendo Entertainment System и ZX Spectrum. Ocean Software разработала и опубликовала несколько версий, а Data East выпустила версию для аркадного автомата.

## РобоКоп 3
РобоКоп 3 — видеоигра 1991 года, разработанная Digital Image Design (DID) и опубликованная Ocean для Amiga. В игре есть несколько стилей игры. В течение 1992 и 1993 годов вышли версии для Atari ST, Commodore 64, Game Gear, Nintendo Entertainment System (NES), Sega Genesis, Super Nintendo Entertainment System (SNES) и ZX Spectrum. Версия для SNES имела то, что многие считали чрезвычайно сложным игровым процессом. После выпуска игра была в значительной степени подвергнута критике. Flying Edge (дочерняя компания Acclaim Entertainment) позже опубликует эту версию для Sega Mega Drive/Genesis, Sega Master System и Sega Game Gear.

## RoboCop Versus The Terminator
RoboCop versus The Terminator-видеоигра 1993 года, выпущенная для ряда платформ и основана на франшизах Робокопа и Терминатора.
В будущем солдаты сопротивления Джона Коннора против машин будут вести проигранную войну против Скайнета и его отрядов роботов. Обнаружив, что одной из фундаментальных технологий Скайнета является технология кибернетики, использованная при создании полицейского-киборга Робокопа, Фло, солдат сопротивления, отправляется назад во времени, чтобы уничтожить Робокопа и предотвратить создание Скайнета. Однако Скайнет узнаёт о попытке путешествия во времени и отправляет Терминаторов, чтобы остановить Фло.

В игре игрок управляет Робокопом, который может перемещаться по экрану, прыгать, стрелять и менять оружие. Видеоигра начинается с пистолета Авто-9, у которого неограниченное количество боеприпасов. Другое оружие может быть более мощным и иметь неограниченное количество боеприпасов. Начиная игру с миссией правоохранительных органов, Робокоп вскоре встречает Фло и должен вступить в битву с Терминаторами, силами OCP и несколькими препятствиями. Обнаружив, что один из терминаторов проник в здание OCP, Робокоп подключается к консоли, чтобы перепрограммировать безопасность, но попадает в ловушку и оцифровывается. После того как его тело разбирают и используют для построения Скайнета, Робокоп наблюдает, как Скайнет приходит к власти, прежде чем использовать свой оцифрованный разум, чтобы захватить контроль над заброшенной фабрикой робототехники, восстановить себя и начать уничтожать Скайнет в будущем.

## РобоКоп(2001)
В 1999 году Titus Software приобрела права на разработку видеоигр по «Робокопу». К 2001 году Titus начал разработку игры «Робокоп» для Game Boy Color (GBC) и Game Boy Advance (GBA), релиз которой ожидался в четвёртом квартале 2001 года. Версия GBA имела такой же игровой процесс, как и игра «Робокоп» 1988 года. Версия GBC была выпущена позже в том же году. В мае 2002 года Titus представил ещё несколько скриншотов версии GBA, релиз которой ожидался в октябре 2002 года, но в конечном итоге игра была отменена.

## РобоКоп(2003)
«Робокоп» был разработан и выпущен Titus в 2003 году для Microsoft Windows, PlayStation 2 и Xbox. В следующем году Titus выпустил версию GameCube в Японии под названиемRoboCop: Aratanaru Kiki (яп. ロボコップ 〜新たなる危機〜 RoboKoppu 〜Aratanaru Kiki〜, lit. "RoboCop: New Crisis"). Игра позволяет игроку играть за Робокопа и раскрыть зловещий заговор с участием OCP, местных гангстеров, торгующих новым смертоносным синтетическим наркотиком, и могущественного киборга, известного только как УМНИК. В качестве последней надежды Робокоп должен захватывать, уничтожать или арестовывать враждебных персонажей в отчаянном поиске улик. Версия для Xbox получила «неблагоприятные» отзывы на сайте Metacritic.

## РобоКоп(2004)
«Робокоп» платформер с боковой полосой прокрутки. Игра была выпущена для мобильного телефона и основан на фильме 1987 года, в котором Робокоп пытается остановить Кларенса Боддикера и его банду. Разработчик Digital Bridges анонсировал игру в мае 2004 года в рамках соглашения с MGM о производстве видеоигр на основе франшиз киностудии. «Робокоп» был выпущен в Северной Америке в октябре 2004 года. IGN оценил игру на 8,5 баллов из 10, высоко оценив графику и музыку.

## РобоКоп(2014)
«Робокоп» — шутер free-to-play 2014 года, разработанный и опубликованный Glu Mobile для iOS и Android. Игра служила привязкой к ремейку фильма «Робокоп» 2014 году, хотя она следует другому сюжету, в котором Робокоп сражается с голографическими врагами и роботами в учебном симуляторе. Игра является шутером от третьего лица. Робокоп может использовать различное оружие на протяжении всех миссий игры, а также может укрываться за объектами. «Робокоп» находился на стадии мягкого запуска в Канаде по состоянию на октябрь 2013 года. Игра была выпущена для iOS 7 января 2014 года, а версия для Android была выпущена 15 января, до выхода фильма в Феврале 2014 года.
«РобоКоп» получил «смешанные или средние отзывы» по версии Metacritic. Некоторые обозреватели раскритиковали аспекты free-to-play игры. Slide to Play, восхваляя систему обложек игры, критиковал «некоторые из самых агрессивных попыток монетизации, которые мы когда-либо видели», заявляя, что «лучшее оружие в игре стоит чрезвычайно дорого, а некоторые виды оружия премиум-класса стоят более 100 долларов США. покупки в приложении». Тем не менее, Slide to Play заявила, что игра была увлекательной, поскольку она фокусировалась на её развитии и действии, игнорируя при этом микротранзакции. TouchArcade написал, что игра «сильно страдает» от элементов free-to-play, но похвалил игровой процесс, графику, звуки и элементы управления, заявив, что «это, вероятно, одна из самых компетентных игр про Робокопа, когда-либо созданных». Пит Дэвисон из USgamer назвал игру «технически впечатляющей, но мелкой, производной, жадной до денег пустой тратой времени», заявив, что «Робокоп — бесплатная мобильная игра, имеющая все неудобства, которые мы привыкли ожидать». Стивен Бернс из VideoGamer.com счёл игру скучной и повторяющейся, в то же время заявив, что аспект free-to-play «отрицательно влияет на то, какой маленький игровой процесс существует».
Питер Виллингтон из Pocket Gamer похвалил игру как «быструю для понимания и простую в игре», но раскритиковал её как повторяющуюся, в конечном итоге назвав её «компетентной, но легко забываемой». Алекс де Воре из Gamezebo похвалил графику, но раскритиковал «скучные, ненужные диалоги» и «совершенно забывающуюся» музыку и заключил: «Всё, от скучной стрельбы до отсутствия какого-либо реального контроля, просто пахнет спешной работой». IGN назвал игру «шаблонной и легко забываемой».

## RoboCop: Rogue City(2023)
«RoboCop: Rogue City» — шутер, разработанный Teyon и Nacon для ПК и консолей. События игры разворачиваются между Робокоп 2 и Робокоп 3. Тизер игры был выпущен в рамках NACON Connect 6 июля 2021 года и намечен к выпуску в 2023 году, что делает его первой игрой про Робокопа для консолей с 2003 года. Питер Уэллер озвучил главного героя для игры.